# Pacifastacus nigrescens
Il Pacifastacus nigrescens  (Stimpson, 1857) (noto in lingua inglese anche come sooty crayfish) è una specie di crostacei appartenente alla famiglia degli Astacidi. Esso venne originariamente descritto da William Stimpson nel 1857, rinvenuto nell'area della città californiana di San Francisco ed era comune nei corsi d'acqua attorno alla Baia di San Francisco. 
Da quando il Pacifastacus leniusculus (signal crayfish) fu introdotto in California, presumibilmente nel XIX secolo, non si è più notata traccia del Pacifastacus nigrescens che si ritiene ormai estinto.
Intense ricerche negli spazi originariamente abitati dal sooty crayfish hanno evidenziato che in ciascuno di essi si sono installati o il signal crayfish o il gambero rosso della Louisiana.